# Camilo Ortúzar
Camilo Ortúzar Montt (Santiago de Chile, 16 de julio de 1848 -  Niza, 8 de enero de 1895) fue un sacerdote salesiano y lexicógrafo chileno.

## Biografía
Fue ordenado sacerdote el 21 de diciembre de 1872. Fue profesor y vicerrector del Seminario de Valparaíso. En 1879 se incorporó como capellán a un buque de guerra, tras el Combate Naval de Iquique. Prestó servicios en la Armada de Chile, tanto a bordo como en Iquique; en esta ciudad levantó un templo donde hoy se ubica la Catedral de Iquique. Fue nombrado vicario apostólico de esa ciudad, ocupando ese cargo entre 1882 y 1887.
Se embarcó hacia Europa, con la intención de ingresar a alguna orden religiosa, preferentemente la Compañía de Jesús. Pero a su paso por Turín se entrevistó con San Juan Bosco, en el Oratorio de Valdocco. Allí, Don Bosco le manifestó la famosa oferta salesiana:

¿Y por qué que no se hace salesiano? ¿No le parece que el mismo Señor lo ha traído hasta aquí? Ud. Quiere trabajar; entre los salesianos, aquí encontrará Pan, Trabajo y Paraíso.

De modo que Ortúzar se unió a los Salesianos, haciendo su profesión salesiana el 8 de diciembre de 1888.
Residió alternativamente en Italia, Francia y España, dedicado especialmente a enseñar español a misioneros que debían viajar a América Latina y a traducir del francés una edición de la vida de Don Bosco, También escribió libros para jóvenes y para fieles en general, además de un diccionario prescriptivo de alta relevancia histórica, por ser el segundo diccionario de chilenismos de la historia de Chile.
Falleció en la casa salesiana de Niza, en el sur de Francia, a la edad de 46 años. Sus restos fueron repatriados a Chile, y fueron sepultados en la cripta episcopal de la Catedral de Iquique.

## Obra
1893. Diccionario manual de locuciones viciosas y de correcciones de lenguaje: con indicación del valor de algunas palabras y ciertas nociones gramaticales.